# 乌克兰广播交响乐团
乌克兰广播交响乐团（羅馬化：Symfonichnyi orkestr Ukrainskoho radio ) 成立于1929年，属于乌克兰广播电台。 乐团现属于乌克兰国家电视广播公司。
乐团的排练地点和主要演奏地点是位于基辅的乌克兰广播电台录音室。